# Ozormichté
Ozormichté (en macédonien Озормиште ; en albanais Uzurmishti) est un village du nord-ouest de la Macédoine du Nord, situé dans la municipalité de Jelino. Le village comptait 1219 habitants en 2002. Il est majoritairement albanais.

## Démographie
Lors du recensement de 2002, le village comptait :
- Albanais : 1 208
- Autres : 11